# И раздьрася вся земля Русьская
«...И раздьрася вся земля Русьская» (совр.адапт. И раздрася вся земля Русская) — выражение новгородского летописца под 6642 мартовским годом (1134, фактически январь—февраль 1135), после описания неудачной попытки Мстиславичей захватить Северо-Восточную Русь и отъезда Изяслава Мстиславича на юг для борьбы в союзе с Ольговичами против родных дядей. Несколько лет перед этим внутреннее противостояние Мономаховичей выражалось лишь в виде недовольства распределением столов и новых требований к старшему из них, киевскому князю Ярополку, без прямого конфликта с ним.
Выражение часто используется в литературе в качестве краткой и эмоциональной иллюстрации традиционно оцениваемого негативно процесса распада Киевской Руси, который, однако, был продолжительным (XI—XIV вв) и сопровождался параллельными процессами политической и территориальной консолидации. В ходе междоусобицы, шедшей почти непрерывно всё 7-летнее княжение Ярополка, киевский князь утратил прямой контроль лишь над Полоцком (1132) и Новгородом (1136). Основная часть княжеств обособилась позже, в конце 50-х—начале 60-х гг XII века.

## Исторический контекст
В 1132 году умер старший сын Владимира Мономаха Мстислав Великий, его наследником стал следующий Мономахович , однако он располагал непосредственно только ресурсами Киевского и Переяславского княжеств, причём второе он неизбежно должен был отдать одному из родственников. Если Владимир Мономах добивался признания своего старшинства от других линий Рюриковичей и при этом имел над ними перевес в силах, контролируя значительные территории Руси через своих сыновей, то Ярополку остался в наследство только статус старшего, и с братьями ему пришлось выстраивать договорные отношения так же, как и с другими линиями, но уже не имея существенного перевеса в силах.
Первое, что сделал Ярополк в качестве киевского князя — это попытался реализовывать договорённость с Мстиславом по размещению его старшего сына Всеволода в Переяславле, а затем, возможно, и в Киеве, в обход всех младших Мономаховичей.
План вызвал активное противодействие младших Мономаховичей, лидером которых стал Юрий Долгорукий. Но неудачная попытка посадить Всеволода Мстиславича в Переяславле не остановила Ярополка, и он попытался посадить в Переяславле Изяслава Мстиславича, а после недовольства Мономаховичей и этим решением — в Турове. Но посаженный в Переяславле Вячеслав вернулся в Туров и выгнал Изяслава. Это решение обычно объясняется тем, что его тяготила жизнь на половецком пограничье, однако Туров был изначально уделом старшего из переживших Ярослава Мудрого сыновей, Изяслава, а Переяславль — только третьего, Всеволода. После этого Изяслав ушёл в Новгород и с помощью старшего брата попытался отнять Суздаль у Юрия Долгорукого, но неудачно. После чего отправился на юг и вступил в союз с Ольговичами, старший из которых Всеволод был женат на сестре Изяслава. Ольговичи преследовали цель возвращения Курска, уступленного Всеволодом Мстиславу Великому в 1127 году за невмешательство в борьбу за власть в Чернигове, а Изяслав стремился получить значительный удел. В ходе дальнейшей борьбы обе цели были достигнуты: Изяслав сел на Волыни (1135).
| Год  | Действия Ярополка                                                                      | Реакция родственников | Результат  |
| ---- | -------------------------------------------------------------------------------------- | --- | ---------- |
| 1132 | Перевод Всеволода Мстиславича из Новгорода в Переяславль                               | Захват Переяславля Юрием Долгоруким, возвращение Всеволода в Новгород | Неудача    |
| 1132 | Перевод Изяслава Мстиславича из Полоцка в Переяславль, Святополка Мстиславича в Полоцк | Новое недовольство младших Владимировичей, потеря Полоцка в пользу местной княжеской линии (кроме Минска)                                                                  | Неудача    |
| 1134 | Перевод Вячеслава Владимировича в Переяславль, Изяслава Мстиславича в Туров            | Отказ Вячеслава от Переяславля и возвращение в Туров, атака Суздаля Мстиславичами из Новгорода (зима 1134/35)                                                              | Неудача    |
| 1135 | Передача Ярополком Юрию Переяславля в обмен на большую часть суздальской земли         | Недовольство Ольговичей и Мстиславичей, осада Чернигова Ярополком, отступление без заключения мира, ответный поход союзников, передача Волыни Изяславу, Переяславля Андрею | Неудача    |
| 1136 |                                                                                        | Поражение Мономаховичей на р.Супой, отказ Ярополка от Курска | Неудача    |
| 1139 |                                                                                        | Атака Ольговичами переяславской земли, ответный поход Ярополка на Чернигов огромными силами, но без фиксации каких-либо уступок                                            | Статус кво |

### Сражение у Жданой горы (26 января 1135)
Уже той же зимой, когда Вячеслав вернулся в Туров и изгнал Изяслава, тот приехал в Новгород и вместе с братом провёл поход новгородцев в поволжские владения Юрия Долгорукого. Понесли большие потери и были вынуждены отказаться от плана захвата Суздаля. Тогда Изяслав для дальнейшей борьбы за удел поехал на юг, чтобы действовать вместе с Ольговичами против дядей. Именно этот факт летописец прокоментировал знаменитой фразой.

### Осада Чернигова (1135)
Ярополк дал Переяславль Юрию, получив под свой контроль большую часть суздальской земли. Это решение вызвало резкое недовольство Ольговичей, поддерживающих Мстиславичей.
Ярополк, Юрий и Андрей вторглись в окрестности Чернигова, пожгли сёла и осадили город. Известно о вылазке, предпринятой Всеволодом. После нескольких дней осады союзники покинули Черниговское княжество и распустили войска, не закрепив успех каким-либо мирным соглашением. Между тем на помощь к Всеволоду пришли половцы, изменив соотношение сил, и Всеволод перешёл в наступление. Вместе с Изяславом и Святополком Мстиславичами разорив часть переяславских земель, он 30 ноября сжёг Городец-Остёрский. Простояв 3 дня на противоположной Киеву стороне Днепра, Всеволод вернулся в Чернигов, откуда прислал требование, что наш отец держал при вашем отце, того же и мы хотим (речь шла о Курске). Также Ольговичи обвиняли Мономаховичей в любом последующем кровопролитии и напоминали, что вы первыми начали нас губить.
Зимой Ярополк и Юрий вынуждены были вновь собрать киевские и переяславские полки, и Ярополк пошёл на уступки, дав Изяславу Мстиславичу Волынское княжество и переведя Андрея Владимировича в Переяславль. Юрий вернулся в Суздаль.

### Сражение на реке Супое (8 августа 1136)
8 мая 1136 года Всеволод Мстиславич был взят новгородскими боярами под стражу, в том числе по обвинению в попытке ухода в Переяславль в 1132 году в нарушение ранее данной клятвы о пожизненном княжении в Новгороде, а 15 июля изгнан, началась эпоха новгородской независимости.
Всеволод Ольгович начал новое наступление, под Переяславль. Ярополк с братьями вывел войска в верховья Супоя. По известию летописи, Владимировичи переоценили свои силы и сразились с противником ещё до полного сосредоточения и оснащения своих войск. Удалось достичь частного успеха: старшая дружина опрокинула половцев и стала их преследовать. Между тем остальные войска не смогли противостоять Ольговичам и отступили, стяг был захвачен Ольговичами.
Вернувшиеся из преследования бояре стали собираться под поднятый противником стяг Ярополка и в большом количестве попали в плен, включая тысяцкого. Среди погибших был Василько, сын Леона и дочери Владимира Мономаха.

### Киевский поход Всеволода Ольговича
После победы Всеволод встал напротив Вышгорода в междуречье Днепра и Десны и стоял 7 дней. Ярополк собирал в Киеве новое войско и не уступал требованиям Всеволода. Тогда тот перешёл Днепр и стал разорять окрестности Треполя, Красна, Василева, Белгорода. Ярополк вывел против него войско, но не решился атаковать и 12 января 1137 года заключил мир, отдав Ольговичам Курск.

### Черниговский поход Мономаховичей (зима 1139)
Зимой 1138/39 гг Всеволод Ольгович с половцами атаковал Переяславскую землю, тогда Ярополк с объединённым войском всех Мономаховичей и союзников осадил Чернигов, добился капитуляции Всеволода, но без каких-либо уступок.
После смерти Ярополка Всеволод занял Киев, выгнав следующего Мономаховича Вячеслава, однако ему пришлось заключить мир с Андреем переяславским и Изяславом волынским. После смерти Андрея (1141) он отдал Переяславль Изяславу, сам овладев Волынью.